# Prójorovka
Prójorovka (ruso: Про́хоровка) es un asentamiento de tipo urbano de Rusia, capital del raión homónimo en la óblast de Bélgorod.
En 2021, el territorio del asentamiento tenía una población de 10 364 habitantes, de los que 9790 vivían en el propio asentamiento de Prójorovka y el resto repartidos en ocho pedanías: el pueblo (seló) de Právorot y los jutorá de Grushki-Pérvyye, Grushki-Vtoryye, Storozhevoye-Pérvoye, Lipovka, Storozhevoye-Vtoroye, Yamki y Tíjaya Padina.
Se ubica en las cercanías del nacimiento del río Psel, unos 50 km al norte de la capital regional Bélgorod, junto al límite con la óblast de Kursk.

## Historia
Fue fundado en la segunda mitad del siglo XVII como una slobodá con el nombre de "Ilinskaya" (Ильинская), por polacos que habían sido desplazados en la guerra ruso-polaca (1654-1667). En 1861, el pueblo cambió su nombre a "Aleksandrovskoye" (Александровское) en referencia al zar Alejandro II. Fue una pequeña localidad rural hasta la década de 1880, cuando se abrió aquí una estación del ferrocarril de Kursk a Járkov; la estación tomó el nombre de "Prójorovka" en referencia al ingeniero que la diseñó, apellidado Prójorov. En torno a la estación se fundó un poblado ferroviario, al que la Unión Soviética dio el estatus de capital distrital en 1928, cuando se definieron los raiones de la  óblast de Chernozem Central. En 1937, la capital del raión pasó a ser el pueblo de Aleksandrovskoye.
En 1943 tuvo lugar aquí la batalla de Prójorovka, uno de los más importantes enfrentamientos entre tanques en el frente oriental de la Segunda Guerra Mundial. Tras la guerra, los dos pueblos fueron rápidamente reconstruidos por su interés ferroviario. En 1968, el poblado ferroviario de la estación de Prójorovka y el pueblo de Aleksandrovskoye se fusionaron en un solo núcleo de población, con una población total de más de seis mil habitantes, que desde entonces tiene estatus de asentamiento de tipo urbano y el nombre de la estación ferroviaria como topónimo.